# Россовский, Михаил Иосифович
Михаил Иосифович Россовский (6 января 1961) — скрипач, мультиинструменталист, музыкант группы «Крематорий (группа)» в период с 1984 до 1993 года.  Александр Кушнир в его книге 100 магнитоальбомов советского рока характеризует его как одного из наиболее ярких скрипачей русского рока.

## Биография
Родился 6 января 1961 года в городе Рогачев (Гомельская область), окончил Российский государственный аграрный университет имени К. А. Тимирязева.
Участвовал в записи альбомов «Иллюзорный мир», «Клубника со льдом», «Кома», «Зомби», «Живые и мертвые» и «Двойной альбом». Участвовал в записях студийных альбомов рок-барда Павла Бехтина. В 1993 году репатриировался в Израиль, жил некоторое время в Америке. Играл на юбилейных концертах «Крематория» на исторической родине.
В настоящее время проживает в Израильском городе Нес-Циона. Работает программистом в компании Cisco и является музыкантом рок-группы «Театр Логос».